# NGC 7643
NGC 7643 este o galaxie situată în constelația Pegas. A fost descoperită în 24 septembrie 1873 de către Édouard Stephan⁠(d). Se află la o distanță de 53,21 de megaparseci de Pământ.